# Cantó de Noisiel
El cantó de Noisiel és un antic cantó francès del departament del Sena i Marne, que estava situat al districte de Torcy. Comptava amb 2 municipis i el cap era Noisiel.
Al 2015 va desaparèixer i el seu territori va passar a formar part del cantó de Champs-sur-Marne.

## Municipis
- Lognes
- Noisiel

## Història
| Data d'elecció                           | Identitat     | Partit | Qualitat |
| ---------------------------------------- | ------------- | ------ | -------- |
| 1982-1997                                | Daniel Vachez | PS     |          |
| 1997-                                    | Vincent Eblé  | PS     |          |
| les dades anteriors no són pas conegudes |               |        |          |
|                                          |               |        |          |